# Walter Dick (Künstler)
Walter Dick (* 23. Juli 1950 in Frauenfeld) ist ein Schweizer Zeichner, Grafiker und Buchautor. Seine Werke zeigen Landschaften und Bauwerke vor allem aus der Ostschweiz.

## Leben und Schaffen
Walter Dick wuchs zunächst in Lützelflüh im Emmental, später in Schocherswil im Kanton Thurgau auf. Die Schulzeit verbrachte er in Amriswil. Bereits als Schüler fertigte er erste Tuschefederzeichnungen an. Während seiner Lehre als Käser widmete er seine Freizeit intensiv dem Zeichnen.
1973 heiratete er die Lehrerin Beatrice Burger. Im selben Jahr stellte er erstmals öffentlich aus – bei J. U. Steiger in Flawil. 1975 zog die junge Familie nach Tufertschwil im Toggenburg, wo Dick ein Atelierhaus mit eigenem Druckatelier errichtete. In den frühen 1980er Jahren entwickelte er unter anderem die Technik der Farbradierung weiter. 1987 entschied sich Dick, seinen Beruf als Käser aufzugeben und sich ganz der Kunst zu widmen. 2013 zog er mit seiner Frau nach Frauenfeld, wo er weiterhin künstlerisch tätig ist.
Sein Werk ist geprägt von Natur- und Kulturlandschaften, insbesondere dem Bodenseegebiet, dem Toggenburg, dem Säntisgebiet und dem Kanton Graubünden. Dabei stehen zeichnerische Präzision, Lichtwirkung und eine poetische Grundhaltung im Zentrum.
2006 wurde Dick von der Kulturstiftung des Kantons St. Gallen für sein Buch Säntis ausgezeichnet. Im Juli 2013 wurde er mit dem Kulturpreis der Stadt Amriswil ausgezeichnet. Die Verleihung fand im Rahmen einer Feier im Kulturforum statt, bei der Dick für sein künstlerisches Schaffen geehrt wurde.

## Werk
Dicks bevorzugte Techniken sind Tuschefeder, Farbradierung und Aquarell. Die detailreichen Kompositionen entstehen oft über längere Zeiträume hinweg in der Natur, mit der Staffelei direkt vor Ort. Seine Werke sind vielfach in Buchform erschienen und werden in verschiedenen Galerien und Buchhandlungen ausgestellt und verkauft.

## Veröffentlichungen
- Tobias Liebezeit – Doppelspuren. Heimverlag Federehalter, 1984.
- Streifzüge an der Thur. Heimverlag Federehalter, 1984.
- Steinige Bergwelt. Bildband mit Werken aus dem Kanton Graubünden. Heimverlag Federehalter, 1990.
- Säntis. Bildband mit 105 Werken aus dem Alpstein. Heimverlag Federehalter, 2006.
- Den Bodensee erleben mit Walter Dick. Bildband mit rund 144 Seiten. Heimverlag Federehalter, 2023. Gestaltung von Sarah und Beatrice Dick.[5]

## Ausstellungen (Auswahl)
- 1973: Galerie J. U. Steiger, Flawil
- 1983: Galerie Burkarthof
- 1990: Galerie im Rathaussaal, Amriswil
- 2006: Ausstellung zum Buch Säntis, Tufertschwil
- 2013: Trotte Pfyn
- 2025: Ausstellung im Rössli Tufertschwil (8.–16. November)